# William FitzAlan, 16. Earl of Arundel

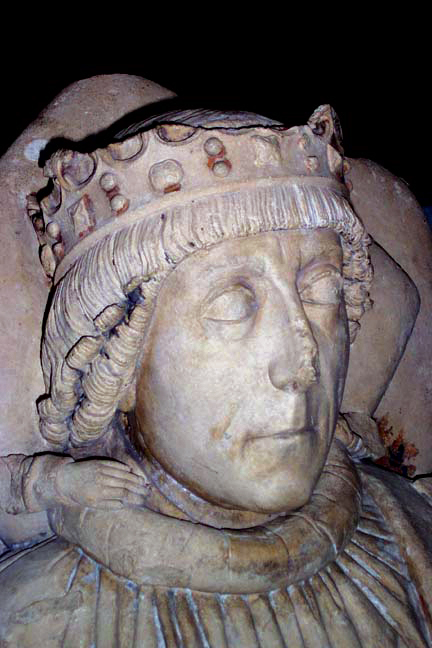
Abbildung des William FitzAlan, 16. Earl of Arundel, auf dessen Grabmonument auf Arundel Castle

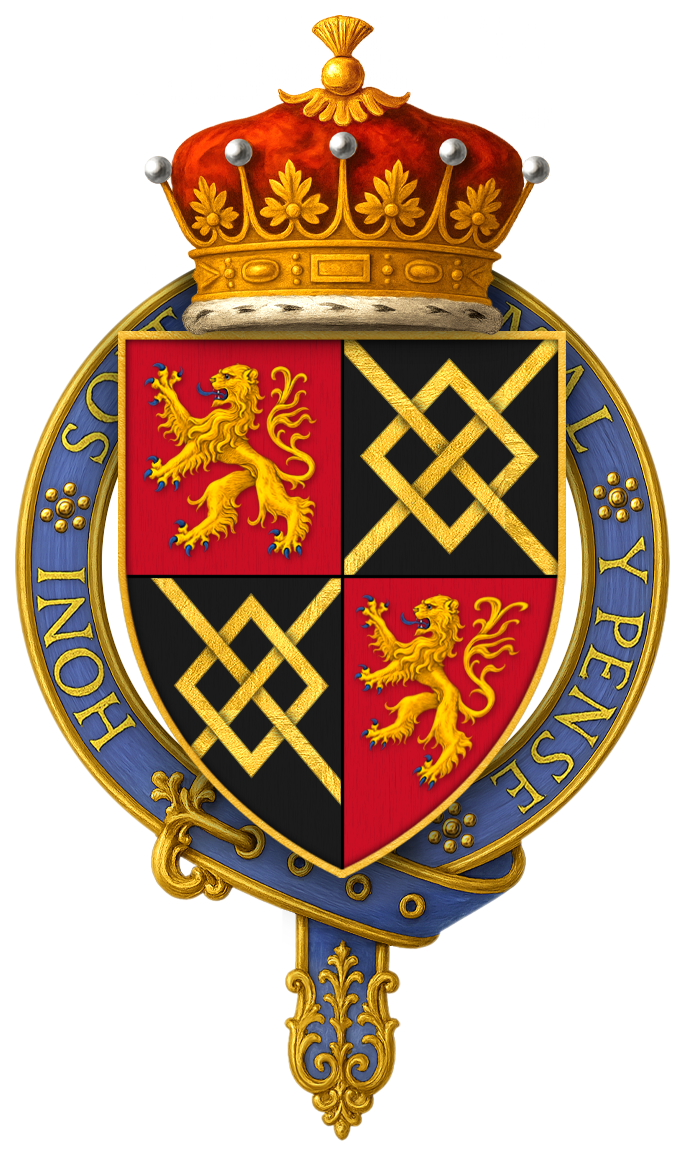
Wappen des William FitzAlan, 16. Earl of Arundel

William FitzAlan, 16. Earl of Arundel (* 23. November 1417 in Arundel; † 1487) war ein englischer Peer.

## Leben
William war der zweite Sohn von John FitzAlan, 13. Earl of Arundel (1385–1421) und Eleanor Berkeley († 1455), Tochter von Sir John Berkeley of Beverston.
Sein ältester Bruder John FitzAlan, 14. Earl of Arundel, starb am 12. Juni 1435. Dessen Titel erhielt dessen Sohn und Williams Neffe Humphrey FitzAlan, 15. Earl of Arundel, der damals sechs Jahre alt war. Als Humphrey drei Jahre später am 24. April 1438 starb, erbte William dessen Adelstitel als 16. Earl of Arundel (1. Verleihung), 9. Earl of Arundel (2. Verleihung), 6. Baron Maltravers und 6. Baron Arundel.
William wurde zum Great Council im Februar 1458 geladen. Er war einer der wenigen Adligen, die zunächst für das Haus Lancaster kämpften und dann auf die Seite des Hauses York wechselten. Er kämpfte 1459 bei der Schlacht von Ludlow für das Haus Lancaster und bei der Zweiten Schlacht von St. Albans (17. Februar 1461) auf der Seite des Hauses York. Die Yorkisten wurden von seinem Schwager Richard Neville, 16. Earl of Warwick, geführt.
Von 1459 bis 1461 sowie von 1483 bis 1485 war er Justice in eyre south of the Trent. König Eduard IV. nahm ihn 1471 als Knight Companion in den Hosenbandorden auf, wahrscheinlich für seine Unterstützung im Rosenkrieg. 1471 sowie von 1483 bis 1487 war er Warden of the Cinque Ports und Constable von Dover Castle.
1482 wurde sein nachgeordneter Titel Baron Maltravers per Writ of Acceleration, dem ersten in der englischen Geschichte, vorzeitig auf seinen ältesten Sohn Thomas übertragen, der bei seinem Tod auch seine übrigen Adelstitel als 17. Earl of Arundel erbte.
Er starb Ende 1487 auf seinem Stammsitz Arundel Castle und in der dortigen Kapelle begraben.

## Ehe und Nachkommen
Er heiratete Lady Joan Neville, älteste Tochter von Richard Neville, de iure uxoris 5. Earl of Salisbury, und Alice Montagu, 5. Countess of Salisbury. Mit ihr hatte er fünf Kinder:
- Thomas FitzAlan, 17. Earl of Arundel (1450–1524);
- Hon. William FitzAlan;
- Hon. George FitzAlan;
- Hon. John FitzAlan;
- Lady Mary FitzAlan.